# Аргентина на зимових Олімпійських іграх 1980
Аргентина на зимових Олімпійських іграх 1980 року, які проходили в американському Лейк-Плесіді, була представлена 13 спортсменами (усі чоловіки) у трьох видах спорту: гірськолижний спорт, біатлон та лижні перегони.
Аргентина увосьме взяла участь у зимовій Олімпіаді. Аргентинські спортсмени не здобули жодної медалі.

## Біатлон
Чоловіки
| Дисципліна | Спортсмен    | Промахи | Час      | Місце |
| ---------- | ------------ | ------- | -------- | ----- |
| 10 км      | Хорхе Салас  | 6       | 47:12.58 | 49    |
| 10 км      | Луїс Ріос    | 5       | 44:51.18 | 48    |
| 10 км      | Рауль Абелла | 5       | 44:40.55 | 47    |

| Дисципліна | Спортсмен    | Час        | Пенальті | Підсумковий час | Місце |
| ---------- | ------------ | ---------- | -------- | --------------- | ----- |
| 20 км      | Рауль Абелла | DNF        | –        | DNF             | –     |
| 20 км      | Хорхе Салас  | DNF        | –        | DNF             | –     |
| 20 км      | Луїс Ріос    | 1'34:26.50 | 21       | 1'55:26.50      | 47    |

Чоловіки, 4 x 7.5 км естафета
| Спортсмени                                           | Дистанція | Дистанція | Дистанція |
| Спортсмени                                           | Промахи   | Час       | Місце     |
| ---------------------------------------------------- | --------- | --------- | --------- |
| Луїс Ріос Хорхе Салас Рауль Абелла Деметріо Веласкес | DNF       | DNF       | –         |

## Гірськолижний спорт
| Спосртсмен       | Дисципліна                   | Спуск 1 | Спуск 1 | Спуск 2 | Спуск 2 | Разом   | Разом |
| Спосртсмен       | Дисципліна                   | Час     | Місце   | Час     | Місце   | Час     | Місце |
| ---------------- | ---------------------------- | ------- | ------- | ------- | ------- | ------- | ----- |
| Гільєрмо Гімеллі | швидкісний спуск, чоловіки   |         |         |         |         | 2:00.10 | 38    |
| Ханес Флере      | швидкісний спуск, чоловіки   |         |         |         |         | 1:59.01 | 37    |
| Марсело Мартінес | швидкісний спуск, чоловіки   |         |         |         |         | 1:58.04 | 36    |
| Норберто Кірога  | швидкісний спуск, чоловіки   |         |         |         |         | 1:54.31 | 31    |
| Марсело Мартінес | гігантський слалом, чоловіки | 1:31.17 | 51      | 1:34.41 | 47      | 3:05.58 | 47    |
| Гільєрмо Гімеллі | гігантський слалом, чоловіки | 1:30.62 | 49      | 1:31.64 | 44      | 3:02.26 | 44    |
| Ханес Флере      | гігантський слалом, чоловіки | 1:28.27 | 45      | 1:30.12 | 42      | 2:58.39 | 40    |
| Норберто Кірога  | гігантський слалом, чоловіки | 1:27.16 | 41      | 1:28.49 | 36      | 2:55.65 | 37    |
| Гільєрмо Гімеллі | слалом, чоловіки             | n/a     | ?       | DNF     | –       | DNF     | –     |
| Норберто Кірога  | слалом, чоловіки             | 1:05.09 | 37      | 57.82   | 26      | 2:02.91 | 27    |
| Рікардо Кленк    | слалом, чоловіки             | 1:04.67 | 36      | 1:00.16 | 29      | 2:04.83 | 31    |
| Іван Бонакалса   | слалом, чоловіки             | 1:03.23 | 33      | 1:00.38 | 30      | 2:03.61 | 29    |

## Лижні перегони
| Дисципліна       | Спортсмен           | Дистанція  | Дистанція |
| Дисципліна       | Спортсмен           | Час        | Місце     |
| ---------------- | ------------------- | ---------- | --------- |
| 15 км (чоловіки) | Матіас Хосе Херман  | 55:50.61   | 61        |
| 15 км (чоловіки) | Мартін Томас Херман | 53:38.47   | 60        |
| 15 км (чоловіки) | Маркос Луїс Херман  | 52:02.42   | 56        |
| 30 км (чоловіки) | Маркос Луїс Херман  | 1'47:56.17 | 50        |